# 高田公理
高田 公理（たかだ まさとし、本名・高田康孝 1944年10月1日 - ）は、日本の生活文化学者、前佛教大学教授。武庫川女子大学名誉教授。

## 経歴
1944年、京都市生まれ。京都大学理学部で学び、1968年に卒業した。
広告制作業を経営した後、1976年にシー・ディー・アイ（文化をテーマとするシンクタンク・京都市中京区）に入社、主任研究員となった。1982年、愛知学泉大学専任講師に就いた。1987年に教授に昇任。1992年より武庫川女子大学教授。1999年、学位論文『生活文化と世相の変容にかんする研究 20世紀日本の高度経済成長期を中心に』を総合研究大学院大学に提出して学術博士の学位を取得。
2009年からは佛教大学教授として教鞭をとり、2015年に定年退職した。

## 研究内容・業績
専門分野は、情報文明学、都市文化論、観光文化論。食や嗜好品などを通して、現代日本の風俗や世相を考察している。

## 著作
著書
- 『語り合うにっぽんの知恵』創元社 2010
- 『にっぽんの知恵』講談社現代新書 2008
- 『なぜ「ただの水」が売れるのか 嗜好品の文化論』PHP研究所 2004
- 『情報快楽都市 街を生かす空間美学』学芸出版社 1991
- 『「いまどき」の世相学』PHP研究所 1989
- 『「遊戯化」社会を探検する レトロ現象からエスニック気分まで』PHP研究所 1987
- 『自動車と人間の百年史』新潮社 1987
- 『都市を遊ぶ』講談社現代新書 1986
- 『“流行"の社会学』PHP研究所 1985
- 『酒場の社会学』PHP研究所 1983
  - 文庫化
- 『あ丶、花のサラリーマン 35才の歳時記』日本経済評論社 1980

共編著
- 『ともいきがたり　法然共生フォーラム』創元社 2011
- 『睡眠文化を学ぶ人のために』（堀忠雄・重田眞義と共編著）世界思想社 2008
- 『嗜好品文化を学ぶ人のために』（嗜好品文化研究会と共編著）世界思想社 2008
- 『夢うつつまぼろし 眠りで読み解く心象風景』（北浜邦夫監修、睡眠文化研究所と共編著）インターメディカル 2005
- 『「新しい旅」のはじまり 観光ルネッサンスの時代』（石森秀三と共編著） PHP研究所 1993
- 『料理屋のコスモロジー（食の文化フォーラム）』（編著）ドメス出版 2004
- 『嗜好品の文化人類学』（栗田靖之・CDIと共編著）講談社選書メチエ 2004
- 『転生する風土 「街」を見つける、「日本」を歩く』（共著）共同通信社 1997
- 『都市化と食（食の文化フォーラム）』（石毛直道と共編著）ドメス出版 1995